# Bezirk Hellersdorf
Der Bezirk Hellersdorf war von 1986 bis 2000 ein Verwaltungsbezirk von Berlin. Er umfasste die Ortsteile Hellersdorf, Kaulsdorf und Mahlsdorf. Das Gebiet des Bezirks gehört seit dem 1. Januar 2001 zum Bezirk Marzahn-Hellersdorf.

## Lage

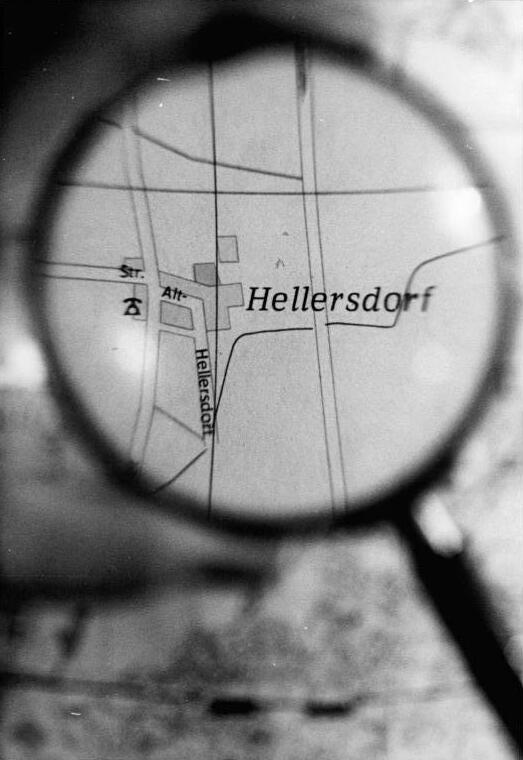
Hellersdorf im Jahr 1984

Der Bezirk Hellersdorf grenzte im Norden und Osten an den Bezirk Frankfurt (Oder) bzw. später an das Bundesland Brandenburg, im Süden an den Bezirk Köpenick sowie im Westen an den Bezirk Marzahn. Heute bildet das Gebiet des ehemaligen Bezirks den östlichen Teil des Bezirks Marzahn-Hellersdorf.

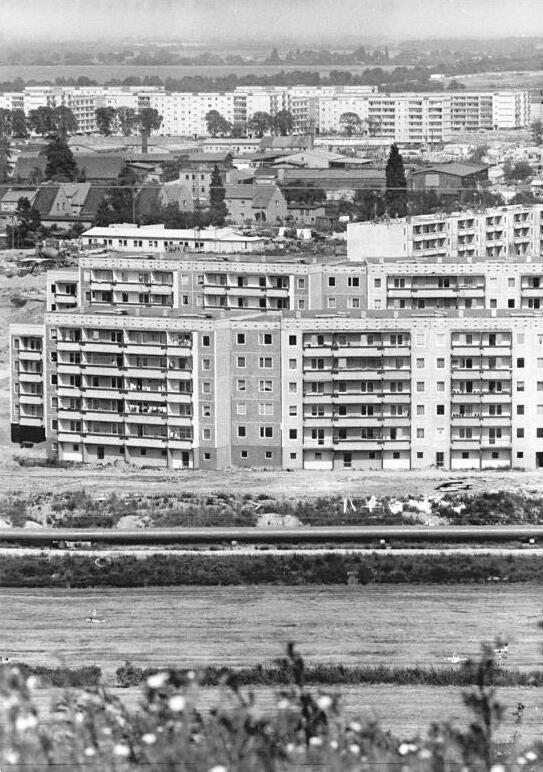
Hellersdorf 1986

## Geschichte
In den 1980er Jahren entstand am östlichen Stadtrand von Ost-Berlin die überwiegend in Plattenbauweise errichtete Großwohnsiedlung Hellersdorf. Am 1. Juni 1986 wurde aus den Ortsteilen Hellersdorf, Kaulsdorf und Mahlsdorf, die seit 1979 zum Bezirk Marzahn gehört hatten, der neue Stadtbezirk Hellersdorf gebildet.
Am 1. Juli 1989 wurde der Bezirk Hellersdorf mit der Eröffnung der Streckenabschnittes U-Bahnhof Elsterwerdaer Platz – Hönow der heutigen Linie U5 von der Berliner U-Bahn erreicht.  
Die Großwohnsiedlung Hellersdorf erstreckte sich in den 1980er Jahren bis über die Berliner Stadtgrenze hinaus und lag damit teilweise auch auf dem Gebiet der Gemeinde Hönow im Bezirk Frankfurt (Oder). Dieses Gebietsstück mit einer Fläche von 150 Hektar wurde durch den deutsch-deutschen Einigungsvertrag zum 3. Oktober 1990 endgültig nach Berlin und somit in den Bezirk Hellersdorf eingemeindet.
1997 wurde das neugebaute Stadtzentrum Helle Mitte fertiggestellt, das seitdem das urbane Zentrum von Hellersdorf bildet. Zum 1. Januar 2001 wurde der Bezirk Hellersdorf im Rahmen der Berliner Bezirksreform mit dem Bezirk Marzahn zum neuen Bezirk Marzahn-Hellersdorf zusammengeschlossen.

## Einwohnerentwicklung

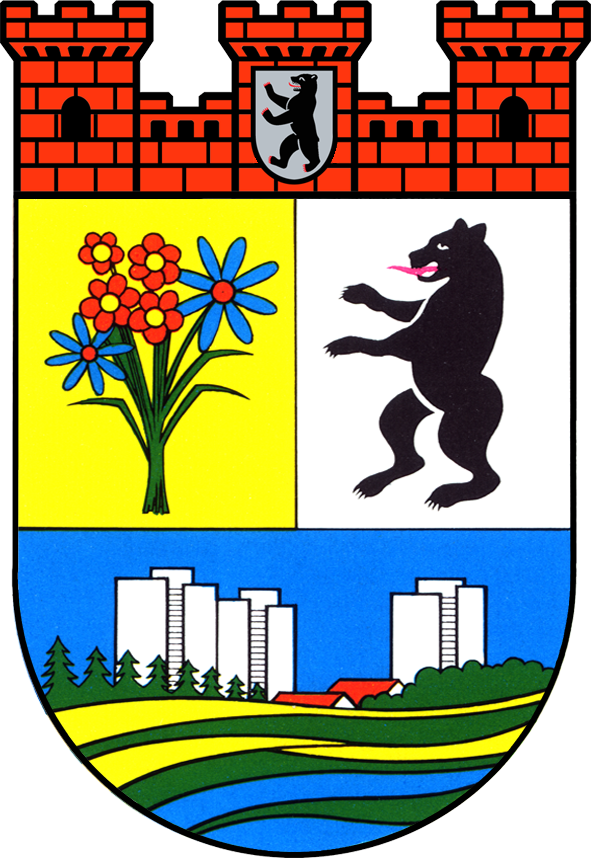
Wappen des Stadtbezirks Hellersdorf

| Jahr | Einwohner |
| ---- | --------- |
| 1986 | 059.887   |
| 1987 | 062.516   |
| 1988 | 083.897   |
| 1989 | 109.464   |
| 1990 | 120.912   |
| 1991 | 123.446   |
| 1995 | 135.923   |
| 2000 | 126.818   |

## Wahlen zur Bezirksverordnetenversammlung
Stimmenanteile der Parteien in Prozent:
| Jahr | PDS  | SPD  | CDU  | Grüne |
| ---- | ---- | ---- | ---- | ----- |
| 1992 | 30,9 | 28,7 | 14,9 | 14,2  |
| 1995 | 40,9 | 19,3 | 23,3 | 07,3  |
| 1999 | 45,2 | 15,6 | 27,6 | 02,6  |

## Bezirksbürgermeister
| Zeitraum  | Name                 | Partei |
| --------- | -------------------- | ------ |
| 1986–1990 | Hans-Günther Burbach | SED    |
| 1990–1990 | Jan Jacob            | PDS    |
| 1990–1992 | Marlitt Köhnke       | SPD    |
| 1992–1995 | Bernd Mahlke         | SPD    |
| 1996–2000 | Uwe Klett            | PDS    |

## Städtepartnerschaften
XV. Stadtbezirk von Budapest, Ungarn
 Kalkutta, Indien
 Tuzla, Bosnien-Herzegowina